# Fear the Walking Dead
Fear the Walking Dead é uma série de televisão pós-apocalíptica norte-americana criada por Robert Kirkman e Dave Erickson para AMC. Ela é derivada de The Walking Dead, que é baseada na série de quadrinhos de mesmo nome de Robert Kirkman, Tony Moore e Charlie Adlard. É também a segunda série de televisão da franquia The Walking Dead. As três primeiras temporadas servem como uma prequela, apresentando o cotidiano de uma família que logo começa a vivenciar os horrores do início do apocalipse zumbi. As temporadas subsequentes ocorrem simultaneamente a série original, com Morgan Jones (Lennie James) de The Walking Dead fazendo crossover para a série.
A série apresenta um grande elenco, originalmente liderado por Kim Dickens como Madison Clark, Cliff Curtis como Travis Manawa, Frank Dillane como Nick Clark e Alycia Debnam-Carey como Alicia Clark. Após um reboot com sua quarta temporada, a série foi liderada por Lennie James como Morgan Jones. Outros regulares da série incluem Colman Domingo, Mercedes Mason, Rubén Blades, Danay García, Maggie Grace, Garret Dillahunt, Jenna Elfman, Karen David, Austin Amelio, Mo Collins e Christine Evangelista.
Fear the Walking Dead estreou em 23 de agosto de 2015 nos Estados Unidos. Andrew Chambliss e Ian Goldberg atuam como showrunners desde a quarta temporada, sucedendo Erickson nas três primeiras. Em dezembro de 2021, a série foi renovada para uma oitava temporada, que mais tarde foi revelada como a última temporada e estreou em 14 de maio de 2023. Inicialmente ambientada em Los Angeles, as filmagens da série ocorreram em Los Angeles, Texas, Vancouver, Canadá e México.

## Premissa
Ambientada em Los Angeles, Califórnia e mais tarde no México, as três primeiras temporadas de Fear the Walking Dead seguem uma família disfuncional e misturada composta pela conselheira do ensino médio Madison Clark, seu noivo professor de inglês Travis Manawa, sua filha Alicia, seu filho viciado em drogas Nick, o filho de Travis de um casamento anterior, Chris, a mãe de Chris, Liza Ortiz, e outros que se juntam ao grupo no início do apocalipse zumbi. Eles devem se reinventar, aprendendo novas habilidades e adotando novas atitudes para sobreviver enquanto a civilização desmorona ao seu redor.
A partir da quarta temporada, a série muda o foco para Morgan Jones, um personagem da série original, que encontra os membros sobreviventes do grupo e novos sobreviventes no Texas.

## Episódios
| Temporada | Temporada | Episódios | Episódios | Originalmente exibido | Originalmente exibido  |
| Temporada | Temporada | Episódios | Episódios | Estreia da temporada  | Final da temporada     |
| --------- | --------- | --------- | --------- | --------------------- | ---------------------- |
|           | 1         | 6         | 6         | 23 de agosto de 2015  | 4 de outubro de 2015   |
|           | 2         | 15        | 15        | 10 de abril de 2016   | 2 de outubro de 2016   |
|           | 3         | 16        | 16        | 4 de junho de 2017    | 15 de outubro de 2017  |
|           | 4         | 16        | 16        | 15 de abril de 2018   | 30 de setembro de 2018 |
|           | 5         | 16        | 16        | 2 de junho de 2019    | 29 de setembro de 2019 |
|           | 6         | 16        | 16        | 11 de outubro de 2020 | 13 de junho de 2021    |
|           | 7         | 16        | 16        | 17 de outubro de 2021 | 5 de junho de 2022     |
|           | 8         | 12        | 12        | 14 de maio de 2023    | 19 de novembro de 2023 |

## Elenco e personagens
| Ator                    | Personagem                     | Temporadas       | Temporadas       | Temporadas       | Temporadas       | Temporadas       | Temporadas       | Temporadas       | Temporadas         |
| Ator                    | Personagem                     | 1                | 2                | 3                | 4                | 5                | 6                | 7                | 8                  |
| Elenco principal        | Elenco principal               | Elenco principal | Elenco principal | Elenco principal | Elenco principal | Elenco principal | Elenco principal | Elenco principal | Elenco principal   |
| ----------------------- | ------------------------------ | ---------------- | ---------------- | ---------------- | ---------------- | ---------------- | ---------------- | ---------------- | ------------------ |
| Kim Dickens             | Madison Clark                  | Principal        | Principal        | Principal        | Principal        |                  |                  | Convidada        | Principal          |
| Cliff Curtis            | Travis Manawa                  | Principal        | Principal        | Principal        |                  |                  |                  |                  |                    |
| Frank Dillane           | Nicholas "Nick" Clark          | Principal        | Principal        | Principal        | Principal        |                  |                  |                  |                    |
| Alycia Debnam-Carey     | Alicia Clark                   | Principal        | Principal        | Principal        | Principal        | Principal        | Principal        | Principal        | Convidada especial |
| Elizabeth Rodriguez     | Elizabeth "Liza" Ortiz         | Principal        | Convidada        |                  |                  |                  |                  |                  |                    |
| Mercedes Mason          | Ofelia Salazar                 | Principal        | Principal        | Principal        |                  |                  |                  |                  |                    |
| Lorenzo James Henrie    | Christopher "Chris" Manawa     | Principal        | Principal        |                  |                  |                  |                  |                  |                    |
| Rubén Blades            | Daniel Salazar                 | Principal        | Principal        | Principal        |                  | Principal        | Principal        | Principal        | Principal          |
| Colman Domingo          | Victor Strand                  | Convidado        | Principal        | Principal        | Principal        | Principal        | Principal        | Principal        | Principal          |
| Michelle Ang            | Alex                           |                  | Principal        |                  |                  |                  |                  |                  |                    |
| Danay García            | Luciana Galvez                 |                  | Recorrente       | Principal        | Principal        | Principal        | Principal        | Principal        | Principal          |
| Daniel Sharman          | Troy Otto                      |                  |                  | Principal        |                  |                  |                  |                  | Principal          |
| Sam Underwood           | Jeremiah "Jake" Otto Jr.       |                  |                  | Principal        |                  |                  |                  |                  |                    |
| Dayton Callie           | Jeremiah Otto Sr.              |                  | Convidado        | Principal        |                  |                  |                  |                  |                    |
| Lisandra Tena           | Lola Guerrero                  |                  |                  | Principal        |                  |                  |                  |                  |                    |
| Maggie Grace            | Althea "Al" Szewczyk-Przygocki |                  |                  |                  | Principal        | Principal        | Principal        | Convidada        |                    |
| Garret Dillahunt        | John Dorie                     |                  |                  |                  | Principal        | Principal        | Principal        |                  |                    |
| Lennie James            | Morgan Jones                   |                  |                  |                  | Principal        | Principal        | Principal        | Principal        | Principal          |
| Jenna Elfman            | June "Naomi/Laura" Dorie       |                  |                  |                  | Principal        | Principal        | Principal        | Principal        | Principal          |
| Alexa Nisenson          | Charlie                        |                  |                  |                  | Recorrente       | Principal        | Principal        | Principal        | Convidada          |
| Karen David             | Grace Mukherjee                |                  |                  |                  |                  | Principal        | Principal        | Principal        | Principal          |
| Austin Amelio           | Dwight                         |                  |                  |                  |                  | Principal        | Principal        | Principal        | Principal          |
| Mo Collins              | Sarah Rabinowitz               |                  |                  |                  | Recorrente       | Recorrente       | Principal        | Principal        |                    |
| Colby Hollman           | Wes                            |                  |                  |                  |                  | Recorrente       | Principal        | Principal        |                    |
| Zoe Colletti            | Dakota                         |                  |                  |                  |                  |                  | Principal        | Stand-in         |                    |
| Christine Evangelista   | Sherry                         |                  |                  |                  |                  | Convidada        | Principal        | Principal        | Principal          |
| Keith Carradine         | John Dorie Sr.                 |                  |                  |                  |                  |                  | Principal        | Principal        |                    |
| Elenco recorrente       |                                |                  |                  |                  |                  |                  |                  |                  |                    |
| Patricia Reyes Spíndola | Griselda Salazar               | Recorrente       | Convidada        |                  |                  |                  |                  |                  |                    |
| Shawn Hatosy            | Cpl. Andrew Adams              | Recorrente       |                  |                  |                  |                  |                  |                  |                    |
| Sandrine Holt           | Dra. Bethany Exner             | Recorrente       |                  |                  |                  |                  |                  |                  |                    |
| Daniel Zovatto          | Jack Kipling                   |                  | Recorrente       |                  |                  |                  |                  |                  |                    |
| Arturo Del Puerto       | Luis Flores                    |                  | Recorrente       |                  |                  |                  |                  |                  |                    |
| Dougray Scott           | Thomas Abigail                 |                  | Recorrente       |                  |                  |                  |                  |                  |                    |
| Marlene Forte           | Celia Flores                   |                  | Recorrente       |                  |                  |                  |                  |                  |                    |
| Paul Calderón           | Alejandro Nuñez                |                  | Recorrente       |                  |                  |                  |                  |                  |                    |
| Alejandro Edda          | Marco Rodriguez                |                  | Recorrente       |                  |                  |                  |                  |                  |                    |
| Karen Bethzabe          | Elena Reyes                    |                  | Recorrente       | Convidada        |                  |                  |                  |                  |                    |
| Ramses Jimenez          | Hector Reyes                   |                  | Recorrente       | Convidado        |                  |                  |                  |                  |                    |
| Andres Londono          | Oscar Diaz                     |                  | Recorrente       |                  |                  |                  |                  |                  |                    |
| Raul Casso              | Andrés Diaz                    |                  | Recorrente       |                  |                  |                  |                  |                  |                    |
| Brenda Strong           | Ilene Stowe                    |                  | Recorrente       | Convidada        |                  |                  |                  |                  |                    |
| Kelly Blatz             | Brandon Luke                   |                  | Recorrente       |                  |                  |                  |                  |                  |                    |
| Kenny Wormald           | Derek                          |                  | Recorrente       |                  |                  |                  |                  |                  |                    |
| Michael William Freeman | Blake Sarno                    |                  |                  | Recorrente       |                  |                  |                  |                  |                    |
| Matt Lasky              | Cooper                         |                  |                  | Recorrente       |                  |                  |                  |                  |                    |
| Rae Gray                | Gretchen Trimbol               |                  |                  | Recorrente       |                  |                  |                  |                  |                    |
| Sarah Benoit            | Pat Daley                      |                  |                  | Recorrente       |                  |                  |                  |                  |                    |
| Jesse Borrego           | Efrain Morales                 |                  |                  | Recorrente       |                  |                  |                  |                  |                    |
| Michael Greyeyes        | Qaletaqa "Taqa" Walker         |                  |                  | Recorrente       |                  |                  |                  |                  |                    |
| Justin Rain             | Lee "Crazy Dog"                |                  |                  | Recorrente       |                  |                  |                  |                  |                    |
| Kevin Zegers            | Melvin                         |                  |                  |                  | Recorrente       |                  |                  |                  |                    |
| Evan Gamble             | Ennis                          |                  |                  |                  | Recorrente       |                  |                  |                  |                    |
| Sebastian Sozzi         | Cole                           |                  |                  |                  | Recorrente       |                  | Convidado        |                  |                    |
| Rhoda Griffis           | Vivian                         |                  |                  |                  | Recorrente       |                  | Convidada        |                  |                    |
| Kenneth Wayne Bradley   | Douglas                        |                  |                  |                  | Recorrente       |                  | Convidado        |                  |                    |
| Tonya Pinkins           | Martha                         |                  |                  |                  | Recorrente       |                  |                  |                  |                    |
| Aaron Stanford          | Jim Brauer                     |                  |                  |                  | Recorrente       |                  |                  |                  |                    |
| Daryl Mitchell          | Wendell Rabinowitz             |                  |                  |                  | Recorrente       | Recorrente       | Convidado        | Recorrente       |                    |
| Matt Frewer             | Logan                          |                  |                  |                  |                  | Recorrente       |                  |                  |                    |
| Cooper Dodson           | Dylan                          |                  |                  |                  |                  | Recorrente       |                  |                  |                    |
| Bailey Gavulic          | Annie                          |                  |                  |                  |                  | Recorrente       |                  |                  |                    |
| Ethan Suess             | Max                            |                  |                  |                  |                  | Recorrente       |                  |                  |                    |
| Sydney Lemmon           | Isabelle                       |                  |                  |                  |                  | Recorrente       | Convidada        | Convidada        |                    |
| Mikala Gibson           | Doris                          |                  |                  |                  |                  | Recorrente       |                  |                  |                    |
| Cory Hart               | Rollie                         |                  |                  |                  |                  | Recorrente       | Recorrente       |                  |                    |
| Peter Jacobson          | Jacob Kessner                  |                  |                  |                  |                  | Recorrente       | Recorrente       | Convidado        |                    |
| Colby Minifie           | Virginia                       |                  |                  |                  |                  | Recorrente       | Recorrente       |                  |                    |
| Holly Curran            | Janis                          |                  |                  |                  |                  | Recorrente       | Convidada        |                  |                    |
| Brigitte Kali Canales   | Rachel                         |                  |                  |                  |                  |                  | Recorrente       |                  |                    |
| Craig Nigh              | Hill                           |                  |                  |                  |                  |                  | Recorrente       |                  |                    |
| Justin Smith            | Marcus                         |                  |                  |                  |                  |                  | Recorrente       |                  |                    |
| John Glover             | Theodore "Teddy" Maddox        |                  |                  |                  |                  |                  | Recorrente       |                  |                    |
| Nick Stahl              | Jason Riley                    |                  |                  |                  |                  |                  | Recorrente       | Stand-in         |                    |
| Omid Abtahi             | Howard                         |                  |                  |                  |                  |                  | Convidado        | Recorrente       |                    |
| Demetrius Grosse        | Emile LaRoux                   |                  |                  |                  |                  |                  | Convidado        |                  |                    |
| Demetrius Grosse        | Josiah LaRoux                  |                  |                  |                  |                  |                  |                  | Recorrente       |                    |
| Spenser Granese         | Arnold "Arno"                  |                  |                  |                  |                  |                  |                  | Recorrente       |                    |
| Maya Eshet              | Sam "Shrike" Krennick          |                  |                  |                  |                  |                  |                  |                  | Recorrente         |
| Avaya White             | Morgan "Mo/Wren"               |                  |                  |                  |                  |                  | Stand-in         | Stand-in         |                    |
| Zoey Merchant           | Morgan "Mo/Wren"               |                  |                  |                  |                  |                  |                  |                  | Recorrente         |
| Jayla Walton            | Odessa "Dove" Sanderson        |                  |                  |                  |                  |                  |                  |                  | Recorrente         |
| Gavin Warren            | Finch                          |                  |                  |                  |                  |                  |                  |                  | Recorrente         |
| Daniel Rashid           | Ben "Crane" Krennick           |                  |                  |                  |                  |                  |                  |                  | Recorrente         |
| Isha Blaaker            | Frank                          |                  |                  |                  |                  |                  |                  |                  | Recorrente         |
| Julian Grey             | Klaus                          |                  |                  |                  |                  |                  |                  |                  | Recorrente         |
| Randy Bernales          | Russell                        |                  |                  |                  |                  |                  |                  |                  | Recorrente         |
| Antonella Rose          | Tracy Otto                     |                  |                  |                  |                  |                  |                  |                  | Recorrente         |

1. ↑  Blades não é creditado do episódio 2.08 ao 3.02, depois como "Também estrelado" no episódio 3.03 e como membro do elenco principal novamente a partir do episódio 3.04.
2. ↑  Só aparece no episódio 2.03 e 2.05.
3. ↑  Voz não creditada no episódio 5.16.

## Produção

### Desenvolvimento
Em setembro de 2013, a AMC anunciou que estava desenvolvendo um spin-off de The Walking Dead, com personagens diferentes criados por Robert Kirkman. Em setembro de 2014, a AMC encomendou um episódio piloto, escrito por Kirkman e Dave Erickson, e dirigido por Adam Davidson. Em dezembro de 2014, foi confirmado que o spin-off seria ambientado na cidade de Los Angeles. A primeira temporada, composta por seis episódios, estreou em 23 de agosto de 2015. Antes da estreia da série, a segunda temporada já havia sido confirmada e estreou em abril de 2016.

### Escolha do Elenco

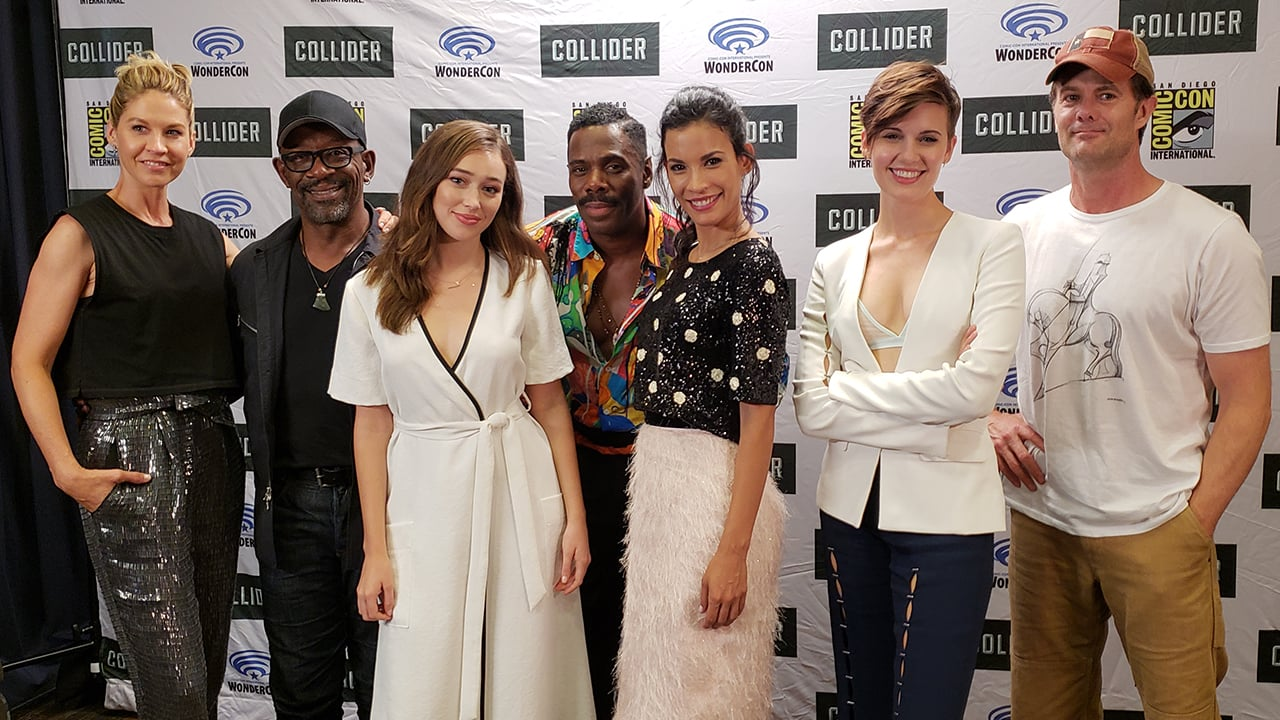
Membros do elenco principal a partir da quarta temporada. De esquerda para direita: Jenna Elfman (June), Lennie James (Morgan), Alycia Debnam-Carey (Alicia), Colman Domingo (Victor), Danay García (Luciana), Maggie Grace (Althea) e Garret Dillahunt (John).

Em dezembro de 2014, os primeiros quatro atores escalados foram anunciados: Kim Dickens como Madison Clark, a protagonista; Cliff Curtis como Travis Manawa, o co-protagonista; Frank Dillane como Nick; e Alycia Debnam-Carey como Alicia. Em abril e maio de 2015, Elizabeth Rodriguez e Mercedes Mason foram anunciadas como regulares, tanto em papéis desconhecidos.
Em novembro de 2017, foi confirmado que Lennie James que retrata Morgan Jones em The Walking Dead se juntaria ao elenco principal na quarta temporada. A quarta temporada também tem as adições de várias novos regulares, como Garret Dillahunt, Jenna Elfman, e Maggie Grace.
Em dezembro de 2018, foi relatado que Rubén Blades, que apareceu pela última vez na terceira temporada da série, retornaria na quinta temporada como Daniel Salazar. Em janeiro de 2019, foi relatado que Austin Amelio se juntaria ao elenco como Dwight, que apareceu pela última vez na oitava temporada de The Walking Dead. Em 5 de março de 2019, foi anunciado que Karen David se juntou ao elenco principal para a quinta temporada como Grace. Em dezembro de 2019, foi anunciado que Zoe Colletti se juntaria ao elenco principal para a sexta temporada como Dakota, e que Mo Collins e Colby Hollman foram promovidos a regulares.

### Filmagens
A produção do episódio piloto começou no início de 2015 e terminou em 6 de fevereiro de 2015. O episódio piloto foi filmado em Los Angeles, Estados Unidos, e os episódios restantes foram filmados em Vancouver, Colúmbia Britânica, no Canadá. A produção nos cinco episódios restantes da primeira temporada começou em 11 de maio de 2015. Adam Davidson, que dirigiu o piloto, também dirigiu o segundo e terceiro episódios da série.
As filmagens para a segunda temporada começaram em dezembro de 2015, com a produção em movimento para Baja Califórnia, México. Os locais incluídos Rosarito (cenas do mar e hotel) e Valle de Guadalupe (cenas para o vinhedo de Thomas Abigail). As cenas do mar foram filmadas usando um tanque de horizonte no Baja Film Studios. Uma cena adicional do final da primeira parte da temporada final foi filmado em The Sunken City, San Pedro, Los Angeles. As filmagens para a terceira temporada começaram em 6 de janeiro de 2017, na Baja Califórnia, no México, com alguns dos mesmos locais de localização usados para a segunda metade da segunda temporada. Locais adicionais no município de Tijuana incluíram a Avenida Revolución, Abelardo L. Rodríguez Barragem e as colinas que hospedaram o Rancho de Otto.
As filmagens para a quarta temporada começaram no início de 2018 em vários locais em torno de Austin, Texas, incluindo o estádio Dell Diamond, o Hospital de Brackenridge vago no centro de Austin, e a bairro Onion Creek. As filmagens para a quinta temporada começaram em dezembro de 2018. Também foi confirmada pelos showrunners que a temporada seria filmada em  New Braunfels, Texas.
Em março de 2020, a produção para a sexta temporada foi realizada em um hiato de três semanas devido à pandemia de COVID-19.

## Recepção

### Crítica profissional
No Rotten Tomatoes, a primeira temporada tem uma classificação de 76%, com base em 63 revisões, cuja classificação média é de 6,76/10. O consenso crítico do site lê: "Fear the Walking Dead tem elementos de seu antecessor, mas ainda é mal-humorado e envolvente o suficiente para competir com o original." No Metacritic, a temporada tem uma pontuação de 66 de 100, com base em 33 críticos, indicando "Revisões geralmente favoráveis".
Elisabeth Vincentelli do The New York Post classificou os dois primeiros episódios três de quatro estrelas, afirmando que "[eles] são um suspense - são grandes exemplos de quão eficaz é um ritmo lento e uma atmosfera mal-humorada." Outra revisão positiva do primeiro episódio veio de Ken Tucker da TV Yahoo, que escreveu: "Fear the Walking Dead tenha um pouco de humor, seja mais artístico do que a série original" e que o elenco é "fantástico". Tim Goodman do The Hollywood Reporter deu uma revisão média, escrevendo, "o primeiro episódio de 90 minutos e o segundo episódio de uma hora, enquanto não são realmente chatos, certamente menos magnéticos do que o original."
A segunda temporada recebeu mais comentários mistas dos críticos. No Rotten Tomatoes, a temporada tem uma classificação de 70%, baseada em 30 comentários, cuja classificação média é 6.59/10. O consenso crítico do site diz: "Fear the Walking Dead apresenta  em sua temporada um cenário intrigante que nem sempre disfarça suas deficiências em comparação com o programa orginal." No Metacritic, a temporada tem uma pontuação de 54 de 100, com base em 12 críticos, indicando "comentários mistos ou médios". A terceira temporada tem uma classificação de aprovação de 84% com base em 6 comentários, com uma classificação média de 7,26 / 10, no Rotten Tomatoes. O consenso crítico do site diz: "Um conjunto distinto traz um sabor convincente em Fear the Walking Dead, mas esse spinoff ambicioso ainda compartilha o ritmo de vantagem que pode diminuir a tensão para alguns espectadores." Em sua revisão de temporada para IGN, Matt Fowler deu-lhe um 8,2 de 10 e escreveu: "Fear the Walking Dead, considera seu tom e voz nesta temporada, abraçando a paisagem árida, aumentando o conflito humano-humano, e reunindo-se em torno de Kim Dickens, a mãe anti-herói, Madison, como a personagem de condução" e que "agora é uma série melhor geral do que The Walking Dead."
No Rotten Tomatoes, a quarta temporada tem uma classificação de aprovação de 80% com base em 6 comentários, com uma classificação média de 6,86/10. O consenso crítico do site diz: "Fear the Walking Dead embaralha com confiança em sua quarta temporada com um bando de set-pedaços horríveis e torções desdenhosos, mas alguns espectadores podem ficar desanimados pela constante mudança de seus personagens". A TVLine reavaliou a quarta temporada, dando-lhe uma nota de um "B +". O revisor Charlie Mason escreveu: "Já se passou de ter temporadas variáveis para um show que é tão bom ou indiscutivelmente melhor do que o que inspirou-o". Ele também elogiou a adição de Jenna Elfman e Garret Dillahunt na temporada 4.
A quinta temporada recebeu mais comentários mistas dos críticos. Em Rotten Tomatoes, a temporada tem uma classificação de 55% com base em 9 revisões, com uma classificação média de 5.08/10. O consenso crítico do site diz: "Apesar de entregar algumas cenas de zumbi memoráveis e cheias de ação que os fãs desejam, Fear the Walking Dead se sinte rígida com o rigor de início precoce em uma quinta temporada que enfatiza o altruísmo sobre a caracterização coerente." A sexta temporada tem uma classificação de aprovação de 89% com base em 9 revisões, com uma classificação média de 7,33/10, também no Rotten Tomatoes.

### Audiência
O primeiro episódio de Fear the Walking Dead estreou em 23 de agosto de 2015 na emissora AMC, com uma audiência de 10.13 milhões de telespectadores. Um recorde para uma estreia de série em uma emissora de televisão a cabo.
| Temporada | Temporada | Ep. 1 | Ep. 2 | Ep. 3 | Ep. 4 | Ep. 5 | Ep. 6 | Ep. 7 | Ep. 8 | Ep. 9 | Ep. 10 | Ep. 11 | Ep. 12 | Ep. 13 | Ep. 14 | Ep. 15 | Ep. 16 | Audiência |
| --------- | --------- | ----- | ----- | ----- | ----- | ----- | ----- | ----- | ----- | ----- | ------ | ------ | ------ | ------ | ------ | ------ | ------ | --------- |
|           | 1         | 10.13 | 8.18  | 7.19  | 6.62  | 6.66  | 6.86  | N/A   | N/A   | N/A   | N/A    | N/A    | N/A    | N/A    | N/A    | N/A    | N/A    | 7.61      |
|           | 2         | 6.67  | 5.58  | 4.73  | 4.80  | 4.41  | 4.49  | 4.39  | 3.86  | 3.66  | 2.99   | 3.40   | 3.62   | 3.49   | 3.67   | 3.05   | N/A    | 4.19      |
|           | 3         | 3.11  | 2.70  | 2.50  | 2.40  | 2.50  | 2.19  | 2.62  | 2.40  | 2.14  | 2.14   | 1.99   | 2.08   | 2.36   | 2.23   | 2.23   | 2.23   | 2.36      |
|           | 4         | 4.09  | 3.07  | 2.71  | 2.49  | 2.46  | 2.31  | 1.97  | 2.32  | 1.88  | 1.86   | 1.83   | 1.52   | 1.71   | 1.87   | 2.03   | 2.13   | 2.27      |
|           | 5         | 1.97  | 1.69  | 1.76  | 1.66  | 1.71  | 1.49  | 1.39  | 1.60  | 1.40  | 1.37   | 1.44   | 1.14   | 1.45   | 1.31   | 1.34   | 1.51   | 1.51      |
|           | 6         | 1.59  | 1.55  | 1.50  | 1.28  | 1.24  | 1.27  | 1.09  | 1.17  | 1.12  | 1.10   | 1.03   | 0.99   | 1.09   | 0.94   | 0.87   | 1.05   | 1.18      |
|           | 7         | 1.09  | 0.96  | 0.87  | 0.73  | 0.93  | 0.88  | 0.94  | 0.84  | 0.84  | 0.79   | 0.74   | 0.72   | 0.74   | 0.66   | 0.60   | 0.71   | 0.82      |
|           | 8         | 0.56  | 0.47  | 0.47  | 0.46  | 0.55  | 0.46  | 0.54  | 0.52  | 0.50  | 0.47   | 0.44   | 0.44   | N/A    | N/A    | N/A    | N/A    | 0.49      |

## Webséries

### Fear the Walking Dead: Flight 462
Fear the Walking Dead: Flight 462, uma série para Web de 16 partes, estreada em 4 de outubro de 2015, no AMC.com; Também foi exibido como promoção durante a sexta temporada de The Walking Dead. Dois dos personagens da Web Série, Alex (anteriormente conhecido como Charlie) e Jake, são introduzidos na segunda temporada da série no episódio 3 ("Ouroboros").

### Fear the Walking Dead: Passage
Uma segunda série para Web de 16 partes estreou em 17 de outubro de 2016, e os episódios foram disponibilizados on-line semanalmente e ao ar como promoções durante a sétima temporada de The Walking Dead. A Web Série segue Sierra, uma sobrevivente que ajuda uma mulher lesionada chamada Gabi enquanto tentam encontrar um Santuário. A série foi escrita por Lauren Signorino e Mike Zumic, e dirigido por Andrew Bernstein.

### The Althea Tapes
Uma série para Web de seis partes que foi lançada entre 27 de julho a 8 de agosto de 2019, no AMC.com e no YouTube. A série para Web apresenta Althea entrevistando diferentes sobreviventes para sua história.

### Dead in the Water
Em março de 2021, a AMC anunciou a série digital derivada Dead in the Water, que se passa no exterior do USS Pennsylvania e "conta a história de uma tripulação de submarinos lutando pela sobrevivência, isolada do mundo da superfície assim que o apocalipse chega, tornando-se uma armadilha mortal cheia de zumbis movido a energia nuclear sem saída." O especial estrela Nick Stahl como Riley e estreou no AMC+ em 10 de abril de 2022.